# Coupe du Président d'Irlande 2018
Navigation
Édition précédente Édition suivante
La Coupe du Président d'Irlande 2018, en anglais : 2018 President of Ireland's Cup, est la cinquième édition de la Coupe du Président une compétition de football qui oppose chaque année en début de saison le vainqueur du championnat et de la Coupe d'Irlande. C'est la troisième fois consécutive que ces deux équipes sont opposées dans cette compétition.

## Organisation
Le match oppose le champion d'Irlande 2017 le Cork City Football Club à son dauphin le Dundalk Football Club puisque Cork a réalisé le doublé Coupe-Championnat en 2017. Il se déroule le 11 février 2018 à l'Oriel Park le stade de Dundalk car en 2017 c'est Cork qui avait accueilli la compétition.
Le match est précédé d'un hommage à l'ancien international irlandais Liam Miller décédé quelques jours avant la rencontre d'un cancer à l'âge de 36 ans.

## Le match
Les deux équipes qui se présentent au coup d'envoi sont très différentes des deux formations qui se sont affrontées lors du dernier match de la saison 2017, la finale de la Coupe d'Irlande. Douze des vingt-deux joueurs présent à Oriel Park n'étaient pas sur la feuille de match de la finale.
Cork remporte un match pourtant bien mal entamé. A la mi-temps Dundalk mène deux buts à zéro grâce à deux buts de Ronan Murray. L'entraîneur des corkmens John Caulfield restructure totalement son équipe en faisant deux changements à la mi-temps. Ces changement s'avèrent essentiels puisque Karl Sheppard marque immédiatement un but pour Cork. Une des recrues de l'inter-saison, Barry McNamee remet les équipes à égalité avant que Kieran Sadlier et Graham Cummins ne permettent à leur équipe de prendre le large et de l'emporter.
| 11 février 2018 | Dundalk FC | 2-4     | Cork City FC | Oriel Park                                   |                                              |
| 15:00           | Ronan Murray 18e 40e | (2-0)   | Karl Sheppard 49e · Barry McNamee 56e · Kieran Sadlier 79e · Graham Cummins 82e | Spectateurs : 3 000 Arbitrage : Derek Tomney | Spectateurs : 3 000 Arbitrage : Derek Tomney |
| 15:00           | Rapport |         | | Spectateurs : 3 000 Arbitrage : Derek Tomney | Spectateurs : 3 000 Arbitrage : Derek Tomney |
| 15:00           | Gary Rogers; Georgie Poynton, Sean Hoare (Robbie Benson 38e), Stephen Folan, Dane Massey; Dylan Connolly (Jack O'Keeffe 88e), Kristjan Adorjan (Patrick Hoban 67e), Chris Shields, Jamie McGrath, Michael Duffy; Ronan Murray. | Équipes | Peter Cherrie; Colm Horgan (Steven Beattie 45), Alan Bennett, Aaron Barry, Shane Griffin; Jimmy Keohane (Karl Sheppard 45e), Barry McNamee, Conor McCormack, Gearoid Morrissey (Conor McCarthy 90), Kieran Sadlier (Sean McLoughlin 90); Graham Cummins (Tobi Adebayo-Rowling 90e). | Spectateurs : 3 000 Arbitrage : Derek Tomney | Spectateurs : 3 000 Arbitrage : Derek Tomney |